# 바이 더 라이트 오브 더 실버리 문
바이 더 라이트 오브 더 실버리 문(By The Light Of The Silvery Moon)은 미국에서 제작된 데이빗 버틀러 감독의 1953년 영화이다. 고든 맥라 등이 주연으로 출연하였고 윌리엄 제이콥스 등이 제작에 참여하였다.

## 출연

### 주연
- 고든 맥라

### 조연
- 빌리 그레이
- 레온 아메스
- 로즈메리 드캠프
- 메리 윅스
- 러셀 암스
- 마리아 팰머
- 하워드 웬델
- 제랄딘 월

## 제작진
- 세트: 윌리엄 L. 쿠엘